# عزان (الرجم)

تعديل مصدري - تعديل

عزان هي إحدى قرى عزلة غالب ربيعي بمديرية الرجم التابعة لمحافظة المحويت، بلغ تعداد سكانها 111 نسمة حسب تعداد اليمن لعام 2004.